# Памятники истории и культуры Денисовского района
Памятники истории и культуры местного значения Денисовского района — отдельные постройки, здания и сооружения, некрополи, произведения монументального искусства, памятники археологии, включенные в Государственный список памятников истории и культуры местного значения Денисовского района. Списки памятников истории и культуры местного значения утверждаются исполнительным органом региона по представлению уполномоченного органа по охране и использованию историко-культурного наследия.
В Государственном списке памятников истории и культуры местного значения города в редакции постановления акимата Костанайской области от 31 марта 2020 года числились 97 наименований.
Постановлением акимата Костанайской области от 4 мая 2024 года список памятников в Денисовском районе был увеличен.

## Список памятников
| Номер в списке | Название                                               | Изображение | Годы постройки                       | Место нахождения                                                                   | Вид памятника                        |
| -------------- | ------------------------------------------------------ | ----------- | ------------------------------------ | ---------------------------------------------------------------------------------- | ------------------------------------ |
| 269            | Братская могила Героев Гражданской войны               |             | 1919 год                             | село Денисовка, на берегу реки Тобол                                               | сооружение монументального искусства |
| 270            | Мемориал «Погибшим в годы Великой Отечественной войны» |             | 1967 год                             | село Денисовка                                                                     | сооружение монументального искусства |
| 271            | Курган Алшинбай I                                      |             | средневековье                        | 1,5 километра к востоку от села Алчановка                                          | археология                           |
| 272            | Курган Алшинбай II                                     |             | средневековье                        | 2 километра к востоку – северо-востоку от села Алчановка                           | археология                           |
| 273            | Курган Алшинбай III                                    |             | средневековье                        | 2,5 километра к востоку – северо-востоку от села Алчановка                         | археология                           |
| 274            | Курган Алшинбай IV                                     |             | средневековье                        | 6,5 километра к востоку – северо-востоку от села Алчановка                         | археология                           |
| 275            | Курганная группа Алшинбай V                            |             | средневековье                        | 2 километра к северо-востоку от села Алчановка                                     | археология                           |
| 276            | Курган Аршалы I                                        |             | эпоха бронзы – ранний железный век   | 2 километра к западу от села Аршалы                                                | археология                           |
| 277            | Курган Аршалы II                                       |             | эпоха бронзы – ранний железный век   | 5 километров к северу от села Аршалы                                               | археология                           |
| 278            | Курган Аршалы III                                      |             | эпоха бронзы – ранний железный век   | 7 километров к югу от села Георгиевка                                              | археология                           |
| 279            | Курган Аршалы IV                                       |             | эпоха бронзы – ранний железный век   | 1,5 километра к юго-востоку от села Аршалы                                         | археология                           |
| 280            | Курганная группа Аршалы V                              |             | эпоха бронзы – ранний железный век   | 2 километра к юго-востоку от села Аршалы                                           | археология                           |
| 281            | Курган Аршалы VI                                       |             | эпоха бронзы – ранний железный век   | 2,5 километра к юго-востоку от села Аршалы                                         | археология                           |
| 282            | Курган Аршалы VII                                      |             | эпоха бронзы – ранний железный век   | 5 километров к юго-востоку от села Аршалы                                          | археология                           |
| 283            | Курганная группа Аршалы VIII                           |             | эпоха бронзы – ранний железный век   | 5 километров к юго-востоку от села Аршалы                                          | археология                           |
| 284            | Курган Аршалы IX                                       |             | эпоха бронзы – ранний железный век   | 4,5 километра к юго-востоку от села Аршалы                                         | археология                           |
| 285            | Курган Аршалы X                                        |             | эпоха бронзы – ранний железный век   | 1 километр к юго-востоку от села Аршалы                                            | археология                           |
| 286            | Курган Аршалы XI                                       |             | эпоха бронзы – ранний железный век   | 1,5 километра к северо-востоку от села Аршалы                                      | археология                           |
| 287            | Курганная группа Аршалы XII                            |             | эпоха бронзы – ранний железный век   | 8 километров к северо-западу от села Аршалы                                        | археология                           |
| 288            | Курган Аршалы XIII                                     |             | ранний железный век                  | 8 километров к северо-западу от села Приреченка                                    | археология                           |
| 289            | Курганная группа Тельман I                             |             | ранний железный век                  | на территории села Антоновка, на юго-восточной окраине животноводческого комплекса | археология                           |
| 290            | Курганная группа Тельман II                            |             | ранний железный век                  | 1,3 километра к юго-востоку от села Антоновка                                      | археология                           |
| 291            | Курган Тельман III                                     |             | ранний железный век                  | 1 километр к юго-востоку от села Антоновка                                         | археология                           |
| 292            | Курган Тельман IV                                      |             | ранний железный век                  | 0,7 километра к юго-востоку от села Антоновка                                      | археология                           |
| 293            | Курган Тельман V                                       |             | ранний железный век                  | 11,9 километра к востоку – северо-востоку от Денисовского телеретранслятора        | археология                           |
| 294            | Курган Тельман VI                                      |             | ранний железный век                  | 12 километров к востоку – северо-востоку от Денисовского телеретранслятора         | археология                           |
| 295            | Курган Тельман VII                                     |             | ранний железный век                  | 15 километров к востоку – северо-востоку от Денисовского телеретранслятора         | археология                           |
| 296            | Курган Тельман VIII                                    |             | ранний железный век                  | 14,7 километра к востоку – северо-востоку от Денисовского телеретранслятора        | археология                           |
| 297            | Курган Тельман IX                                      |             | ранний железный век                  | 13,3 километра к востоку – северо-востоку от Денисовского телеретранслятора        | археология                           |
| 298            | Курган Тельман X                                       |             | ранний железный век                  | 12,9 километра к востоку – северо-востоку от Денисовского телеретранслятора        | археология                           |
| 299            | Курган Тельман XI                                      |             | ранний железный век                  | 12,6 километра к востоку – северо-востоку от Денисовского телеретранслятора        | археология                           |
| 300            | Курганная группа Тельман XII                           |             | ранний железный век                  | 11,6 километра к востоку – северо-востоку от Денисовского телеретранслятора        | археология                           |
| 301            | Курганная группа Тельман XIII                          |             | ранний железный век                  | 11,2 километра к востоку – северо-востоку от Денисовского телеретранслятора        | археология                           |
| 302            | Курган Тельман XIV                                     |             | ранний железный век                  | 5 километров к востоку – северо-востоку от Денисовского телеретранслятора          | археология                           |
| 303            | Поселение Комаровка I                                  |             | эпоха бронзы                         | 2 километра к северо-востоку от села Комаровка                                     | археология                           |
| 304            | Поселение Комаровка II                                 |             | эпоха бронзы                         | 1,5 километра к востоку от села Комаровка                                          | археология                           |
| 305            | Курган Комаровка III                                   |             | эпоха бронзы                         | 2,7 километра к юго-западу от села Комаровка                                       | археология                           |
| 306            | Курган Комаровка IV                                    |             | эпоха бронзы                         | 2,9 километра к юго-западу от села Комаровка                                       | археология                           |
| 307            | Курган Комаровка V                                     |             | эпоха бронзы                         | 0,9 километра к западу от села Комаровка                                           | археология                           |
| 308            | Курганная группа Комаровка VI                          |             | эпоха бронзы                         | 3,3 километра к северо-западу от села Комаровка                                    | археология                           |
| 309            | Курган Комаровка VII                                   |             | эпоха бронзы                         | 5,5 километра к северу от села Комаровка                                           | археология                           |
| 310            | Курганная группа Комаровка VIII                        |             | эпоха бронзы                         | 8 километров к северо-востоку от села Комаровка                                    | археология                           |
| 311            | Курган Комаровка IX                                    |             | эпоха бронзы                         | 6 километров к северо-востоку от села Комаровка                                    | археология                           |
| 312            | Курганная группа Комаровка Х                           |             | эпоха бронзы                         | 6 километров к северо-востоку от села Комаровка                                    | археология                           |
| 313            | Курган Комаровка XI                                    |             | эпоха бронзы                         | 5 километров к северо-востоку от села Комаровка                                    | археология                           |
| 314            | Поселение Комаровка XII                                |             | эпоха бронзы                         | 2 километра к востоку от села Комаровка                                            | археология                           |
| 315            | Курганная группа Комаровка XIII                        |             | эпоха энеолита – эпоха бронзы        | 2 километра к востоку от села Комаровка                                            | археология                           |
| 316            | Курган Комаровка XIV                                   |             | эпоха энеолита – эпоха бронзы        | 1,4 километра к северо-востоку от села Комаровка                                   | археология                           |
| 317            | Курган Комаровка XV                                    |             | эпоха энеолита – эпоха бронзы        | 5,8 километра к северо-востоку от села Комаровка                                   | археология                           |
| 318            | Курган Комаровка XVI                                   |             | эпоха энеолита – эпоха бронзы        | 6,5 километра к северо-востоку от села Комаровка                                   | археология                           |
| 319            | Курганная группа Жалбыр I                              |             | ранний железный век                  | 5,7 километра к юго-западу от села Перелески                                       | археология                           |
| 320            | Курган Жалбыр II                                       |             | средневековье                        | 5,9 километра к юго-западу от села Перелески                                       | археология                           |
| 321            | Курганная группа Жалбыр III                            |             | средневековье                        | 6,5 километра к юго-западу от села Перелески                                       | археология                           |
| 322            | Курганная группа Жалбыр IV                             |             | средневековье                        | 4,5 километра к юго-западу от села Перелески                                       | археология                           |
| 323            | Курганная группа Жалбыр V                              |             | эпоха бронзы – средневековье         | 4,6 километра к юго-западу от села Перелески                                       | археология                           |
| 324            | Курган Корсай I                                        |             | ранний железный век                  | 11,8 километра к юго-западу от села Перелески                                      | археология                           |
| 325            | Курган Корсай II                                       |             | ранний железный век                  | 10,4 километра к юго-западу от села Перелески                                      | археология                           |
| 326            | Курган Корсай III                                      |             | эпоха бронзы – ранний железный век   | 10,2 километра к юго-западу от села Перелески                                      | археология                           |
| 327            | Курган Корсай IV                                       |             | эпоха бронзы – ранний железный век   | 11,2 километра к юго-западу от села Перелески                                      | археология                           |
| 328            | Курган Корсай V                                        |             | средневековье                        | 10,3 километра к юго-западу от села Перелески                                      | археология                           |
| 329            | Курган Корсай VI                                       |             | средневековье                        | 10 километров к юго-западу от села Перелески                                       | археология                           |
| 330            | Курганная группа Корсай VII                            |             | ранний железный век                  | 7,2 километра к юго-западу от села Перелески                                       | археология                           |
| 331            | Курган Корсай VIII                                     |             | ранний железный век                  | 7,5 километра к юго-западу от села Перелески                                       | археология                           |
| 332            | Курганная группа Корсай IX                             |             | эпоха бронзы – ранний железный век   | 6,4 километра к юго-западу от села Перелески                                       | археология                           |
| 333            | Курган Корсай X                                        |             | эпоха бронзы – ранний железный век   | 6 километров к юго-западу от села Перелески                                        | археология                           |
| 334            | Курган Перелески IV                                    |             | ранний железный век                  | 3 километра к югу – юго-востоку от села Перелески                                  | археология                           |
| 335            | Курган Перелески V                                     |             | средневековье                        | 3 километра к югу – юго-востоку от села Перелески                                  | археология                           |
| 336            | Курган Перелески VI                                    |             | средневековье                        | 3,5 километра к юго-востоку от села Перелески                                      | археология                           |
| 337            | Курган Перелески VII                                   |             | эпоха бронзы – ранний железный век   | 3,7 километра к юго-востоку от села Перелески                                      | археология                           |
| 338            | Курган Перелески VIII                                  |             | ранний железный век                  | 10 километров к востоку от села Перелески                                          | археология                           |
| 339            | Стоянка Арыстансор I                                   |             | эпоха неолита – эпоха бронзы         | 2 километра к северу от села Покровка                                              | археология                           |
| 340            | Курганная группа Арыстансор II                         |             | эпоха бронзы – ранний железный век   | 7,9 километра к северу – северо-западу от села Покровка                            | археология                           |
| 341            | Курган Мукыр-Аят I                                     |             | ранний железный век                  | 6,3 километра к северу от села Приреченка                                          | археология                           |
| 342            | Курган Мукыр-Аят II                                    |             | ранний железный век                  | 6 километров к северу от села Приреченка                                           | археология                           |
| 343            | Курган Мукыр-Аят III                                   |             | ранний железный век                  | 5,7 километра к северу от села Приреченка                                          | археология                           |
| 344            | Курган "с усами" Мукыр-Аят IV                          |             | ранний железный век                  | 4,1 километра к югу от села Приреченка                                             | археология                           |
| 345            | Курган Мукыр-Аят V                                     |             | ранний железный век                  | 5 километров к юго-западу от села Приреченка                                       | археология                           |
| 346            | Курган Мукыр-Аят VI                                    |             | ранний железный век                  | 4 километра к югу от села Приреченка                                               | археология                           |
| 347            | Курганная группа Мукыр-Аят VII                         |             | ранний железный век                  | 7,5 километра к северу от села Приреченка                                          | археология                           |
| 348            | Курганная группа Камышлыаят I                          |             | эпоха бронзы – ранний железный век   | 1,5 километра к юго-востоку от села Фрунзенское                                    | археология                           |
| 349            | Курган Камышлыаят II                                   |             | эпоха бронзы – ранний железный век   | 5 километров к югу от села Фрунзенское                                             | археология                           |
| 350            | Курган Камышлыаят III                                  |             | эпоха бронзы – ранний железный век   | 9 километров к юго-западу от села Аятское                                          | археология                           |
| 351            | Курган Камышлыаят IV                                   |             | эпоха бронзы – ранний железный век   | 9 километров к юго-западу от села Фрунзенское                                      | археология                           |
| 352            | Курган Камышлыаят V                                    |             | эпоха бронзы – ранний железный век   | 16 километров к юго-западу от села Аятское                                         | археология                           |
| 353            | Курган Камышлыаят VI                                   |             | эпоха бронзы – ранний железный век   | 14,3 километра к юго-западу от села Фрунзенское                                    | археология                           |
| 354            | Курган Камышлыаят VII                                  |             | эпоха бронзы – ранний железный век   | 16 километров к юго-западу от села Фрунзенское                                     | археология                           |
| 355            | Курган Камышлыаят VIII                                 |             | эпоха бронзы – ранний железный век   | 17 километров к юго-западу от села Аятское                                         | археология                           |
| 356            | Курган Камышлыаят IX                                   |             | эпоха бронзы – ранний железный век   | 16,1 километра к юго-западу от села Фрунзенское                                    | археология                           |
| 357            | Курганная группа Камышлыаят Х                          |             | эпоха бронзы – ранний железный век   | 16,7 километра к юго-западу от села Фрунзенское                                    | археология                           |
| 358            | Курганная группа Камышлыаят ХI                         |             | эпоха бронзы – ранний железный век   | северная окраина села Фрунзенское                                                  | археология                           |
| 359            | Курган Камышлыаят XII                                  |             | эпоха бронзы – ранний железный век   | 2,7 километра к северу от села Аятское                                             | археология                           |
| 360            | Курганная группа Котюбок I                             |             | эпоха бронзы                         | 2,5 километра к западу – юго-западу от города Лисаковска                           | археология                           |
| 361            | Курганная группа Котюбок II                            |             | ранний железный век                  | 1,5 километра к югу – юго-востоку от водонапорной станции города Лисаковска        | археология                           |
| 362            | Курганная группа Котюбок III                           |             | ранний железный век                  | 6 километров к югу от водонапорной станции города Лисаковска                       | археология                           |
| 363            | Курган Котюбок IV                                      |             | ранний железный век                  | 6 километров к югу – юго-западу от водонапорной станции города Лисаковска          | археология                           |
| 364            | Курган Котюбок V                                       |             | ранний железный век                  | 4 километра к северо-востоку от села Досовка                                       | археология                           |
| 365            | Курган Котюбок VI                                      |             | ранний железный век                  | 1,5 километра к востоку – северо-востоку от села Антоновка                         | археология                           |
| 365-1          | Стоянка Глебовка 1                                     |             | эпоха неолита – эпоха энеолита       | 26 километров к юго-западу от села Денисовка 52˚ 15′ 17,61″ N; 61˚ 31′ 45,50″ Е    | археология                           |
| 365-2          | Погребальный комплекс Жаксы-Алаколь                    |             | ранний железный век – XIX-XX века    | 35 километров к северо-востоку от села Денисовка 52˚45′ 01,44″ N; 61˚51′ 43,57″ Е  | археология                           |
| 365-3          | Курганная группа Заайетское 1                          |             | ранний железный век – средневековье  | 53 километра к северу от села Денисовка 52˚ 54′ 36,48″ N; 61˚ 32′ 47,31″ Е         | археология                           |
| 365-4          | Укрепленное поселение Заайетское 2                     |             | датировка не определена              | 54 километра к северу от села Денисовка 52˚ 54′ 42,62″ N; 61˚ 32′ 03,24″ Е         | археология                           |
| 365-5          | Укрепленное поселение Қамысты (Первомайское)           |             | эпоха бронзы                         | 60 километров к северо-западу от села Денисовка 52˚ 40′ 38,15″ N; 60˚ 57′ 06,17″ Е | археология                           |
| 365-6          | Поселение Қарасор 1                                    |             | эпоха мезолита – эпоха энеолита      | 48 километров к юго-востоку от села Денисовка 52˚ 20′ 59,28″ N; 62˚ 26′ 25,38″ Е   | археология                           |
| 365-7          | Стоянка Қарасор 2                                      |             | эпоха мезолита – эпоха энеолита      | 48 километров к юго-востоку от села Денисовка 52˚ 20′ 51,51″ N; 62˚ 26′ 28,81″ Е   | археология                           |
| 365-8          | Стоянка Қарасор 3                                      |             | эпоха энеолита – ранний железный век | 48 километров к юго-востоку от села Денисовка 52˚ 20′ 51,42″ N; 62˚ 26′ 38,77″ Е   | археология                           |
| 365-9          | Одиночный курган Қарасор 4                             |             | ранний железный век – средневековье  | 48 километров к юго-востоку от села Денисовка 52˚ 21′ 06,12″ N; 62˚ 26′ 38,56″ Е   | археология                           |
| 365-10         | Стоянка Қарасор 5                                      |             | эпоха мезолита                       | 48 километров к юго-востоку от села Денисовка 52˚ 21′ 00,06″ N; 62˚ 26′ 13,27″ Е   | археология                           |
| 365-11         | Стоянка Қарасор 6                                      |             | эпоха мезолита                       | 48 километров к юго-востоку от села Денисовка 52˚ 21′ 01,85″ N; 62˚ 26′ 15,26″ Е   | археология                           |
| 365-12         | Стоянка Қарасор 7                                      |             | эпоха мезолита                       | 48 километров к юго-востоку от села Денисовка 52˚ 21′ 02,13″ N; 62˚ 26′ 23,82″ Е   | археология                           |
| 365-13         | Поселение Шоқыбай 1                                    |             | эпоха бронзы                         | 22 километра к юго-западу от села Денисовка 52˚ 16′ 30,25″ N; 61˚ 35′ 12,30″ Е     | археология                           |
| 365-14         | Поселение Шоқыбай 2                                    |             | эпоха бронзы                         | 22 километра к юго-западу от села Денисовка 52˚ 16′ 32,47″ N; 61˚ 35′ 18,33″ Е     | археология                           |
| 365-15         | Одиночный курган Шоқыбай 3                             |             | ранний железный век – средневековье  | 22 километра к юго-западу от села Денисовка 52˚ 16′ 29,49″ N; 61˚ 35′ 15,06″ Е     | археология                           |
| 365-16         | Курганная группа Шоқыбай 4                             |             | ранний железный век – средневековье  | 23 километра к юго-западу от села Денисовка 52˚ 16′ 33,06″ N; 61˚ 33′ 20,92″ Е     | археология                           |
| 365-17         | Одиночный курган Шукубай 5                             |             | ранний железный век – средневековье  | 23 километра к юго-западу от села Денисовка 52˚ 16′ 33,99″ N; 61˚ 33′ 10,30″ Е     | археология                           |
| 365-18         | Могильник Шукубай 6                                    |             | ранний железный век – средневековье  | 23 километра к юго-западу от села Денисовка 52˚ 16′ 33,81″ N; 61˚ 32′ 58,47″ Е     | археология                           |
| 365-19         | Одиночный курган Шукубай 7                             |             | ранний железный век – средневековье  | 23 километра к юго-западу от села Денисовка 52˚ 16′ 40,12″ N; 61˚ 33′ 01,44″ Е     | археология                           |